# Daniel Borroni
Daniel Borroni (1945 – 4 giugno 2024) è stato un cestista uruguaiano.

## Carriera
Con l'Uruguay disputò due edizioni dei Campionati mondiali (1967, 1970).